# Рид, Перес
Перес Дишей Рид (англ. Perez Deshay Reed; род. 10 ноября 1995, Канзас-Сити, штат Миссури) — американский серийный убийца, совершивший серию из 7 убийств на территории  штатов Миссури и Канзас в период с 13 сентября по 1 ноября 2021 года. Все жертвы были застрелены.

## Биография
Перес Дишей Рид родился 10 ноября 1995 года в Канзас-Сити (штат Миссури) в социально-неблагополучной семье. Имел старшего брата, который родился в 1994 году. Мать Рида на момент рождения сыновей была несовершеннолетней. Во время рождения Переса ей было всего лишь 17 лет. Отец Рида был старше его матери на 13 лет и на протяжении всего детства Переса придерживался индифферентного стиля воспитания сыновей. В силу своей инфантильности, мать Переса также мало уделяла внимания процессу  воспитания своего сына, благодаря чему ранние годы детства Перес провел в социально-неблагополучной обстановке. В начале 2000-х мать и отец Рида начали вести маргинальный образ и приобрели наркозависимость. В 2004-м году они была лишены родительских прав, после чего опекунство на 9-летним Пересом и его 10-летним братом оформила их старшая двоюродная сестра Шерри Денис Уильямс, которая перевезла его в город Фергюсон, где Рид провел детство и большую часть юности. Начиная с подростковых лет, Перес демонстрировал признаки психического расстройства и состоял на учете у психотерапевта. Он жаловался на голоса неустановленного происхождения, звучащие в его голове, после чего на протяжении последующих лет вынужден был принимать Галоперидол.
Из-за проблем с повышенной импульсивностью Рид часто впадал в агрессию, которую он проявлял по отношению к окружающим. Обучаясь в школе, Перес Рид часто конфликтовал с другими учениками школы и педагогическим составом, вследствие чего подвергался дисциплинарным взысканиям со стороны администрации школы и заслужил репутацию хулигана в школе и округе. После окончания школы, Рид начал интимные отношения с девушкой, которая вскоре родила ему ребенка, которого он не признал. Он прекратил отношения с девушкой, после чего она обратилась в суд с требованием взыскать с него алименты, который она впоследствии выиграла. Из-за отсутствия образования, Перес вынужден был зарабатывать на жизнь низкоквалифицированным трудом. В период с 2013 по 2021 год он сменил несколько профессий и мест работ, в основном работая продавцом в ресторанах быстрого питания, но всякий раз подвергался увольнениям из-за проблем со своей импульсивностью и вспышками гнева, вследствие чего постоянно испытывал материальные трудности и жил на материальном обеспечении родственников. В этот период его психическое состояние резко ухудшилось. Он начал проявлять в своем поведении признаки паранойи и раздвоения личности, благодаря чему некоторое время провел в больнице «Barnes Jewish Hospital», где прошел курс психиатрического лечения. Он неоднократно вступал в драку с родственниками, обвиняя их в совершении краж и однажды наставил пистолет на своего отца.
В конечном итоге его родственники стали обвинять в его социальном паразитизме, после чего Рид ушел из дома и начал вести бродяжнический образ жизни, ночуя в приютах бездомных и у знакомых. 2 августа 2016 года он вернулся в дом к двоюродной сестре, где на тот момент находились его отец, бабушка и тетя. Испытывая материальную нужду, Рид попросил у родственников денег, но получил отказ, после чего начал угрожать им физической расправой. Тетя Переса стала угрожать ему полицией, после чего он вытащил у своего отца ключи от машины, после чего на ней уехал. Возгорание началось в прилегающем к дому гараже. Действия Рида были замечены его родственниками, которые обратились в службу спасения. После приезда полиции Перес Рид был арестован и ему были предъявлены обвинения. На допросе Перес отрицал свою причастность к совершению поджога, обвинил в этом свою двоюродную сестру и заявил о том, что похитил автомобиль отца с целью поездки к потенциальному работодателю на собеседование. Он признал наличие у него проблем с психикой и заявил о планах покинуть территорию штата Миссури и уехать в Чикаго. После ареста Рид был помещен в окружную тюрьму округа Сент-Луис, где находился в ожидании судебного процесса 18 месяцев. Ему грозило уголовное наказание в виде 15 лет лишения свободы. В 2016 году Риду было предъявлено обвинение в поджоге в округе Сент-Луис.
В 2017 он подал ходатайство о замене своих адвокатов и подал в суд федеральный гражданский иск, жалуясь на то, что его адвокаты требовали проведения судебно-психиатрической экспертизы с целью установления степени его вменяемости. Рид настаивал на том, что не страдает никаким из видов психических заболеваний и утверждал, что ходатайство о проведении экспертизы было принято его адвокатами вопреки его желанию. Также в своем иске он требовал взыскать с администрации окружной тюрьмы материальную компенсацию, так как после ареста он потерял работу, имел долги по выплате алиментов, а условия пребывания в тюрьме и агрессивно настроенные сокамерники способствовали ухудшению его психического здоровья. В конечном итоге иск Переса Рида был отклонен, но уголовное дело о поджоге было прекращено после того, как его бабушка и двоюродная сестра, числившиеся потерпевшими - забрали заявление о возбуждении уголовного дела, на основании чего Перес Рид в 2018 году оказался на свободе. Через несколько недель после освобождения 23 июня 2018 года Рид снова был арестован в округе Сент-Луис по обвинению в опасном вождении. В январе 2019 года Пересу Риду было предъявлено обвинение в совершении нападения, которое впоследствии было отклонено из-за соглашения о примирении сторон, так как  родственники Рида загладили вред, причиненный Пересом  жертве нападения путем выплатой материальных средств вред. Через месяц, 28 февраля 2019 года Рид  был арестован в округе Сент-Луис по обвинению в уклонении от оплаты проезда, но снова избежал уголовной ответственности и отделался выплатой штрафа.
19 июля 2019 года Рид женился на одной из своих знакомых девушек по имени Анисия Олдер, которая также была замечена в демонстрации девиантного поведения. Она подозревалась в угоне автомобиля своего соседа по квартире, краже чужого имущества. После свадьбы Рид проживал в квартире своей жены в одном из социально-жилищном комплексе. В конце 2019 года жена Переса Рида начала конфликтовать с другими жильцами дома и угрожать им физической расправой, вследствие чего домовладелец попросил их покинуть квартиру. В 2020 году отношения между Пересом Ридом и его женой испортились, после чего она подала на развод, который не состоялся так как ни один из них не явился на суд. В июле 2021 года,  жена Рида снова подала на развод. Судебное заседание было назначено на 2 декабря в округе Джексон.

## Серия убийств
Первой жертвой Переса Рида стала 16-летняя Марней Хэйнс, которую он застрелил выстрелом в голову вечером 13 сентября 2021 года на одной из улиц Сент-Луиса. Девушка выросла в социально-неблагополучной семье. Незадолго до своей смерти Марней сбежала из дома и вела на улицах Сент-Луиса бродяжнический образ жизни.
Второе убийство было совершено 16 сентября 2021 года также на территории Сент-Луиса. Жертвой стала 49-летняя Памела Эйберкромби, которую Перес Рид застрелил выстрелом в голову поздно вечером на одной из улиц города.
Ночью 19 сентября 2021 года Перес Рид гуляя по улицам Сент-Луиса застрелил 24-летнюю Кэри Росс, после чего оттащил ее тело на пустырь между двумя улицами, где оно было обнаружено полицией спустя 12 часов после совершения убийства.
Четвертое убийство было совершено 26 сентября того же года на территории города Фергюсон. Очередной жертвой Рида стал 40-летний Лестер Робинсон, которого он также застрелил выстрелом в голову.
28 октября 2021 года Перес Рид покинул Фергюсон и на поезде добрался до города Кансзас-Сити. Вечером того же дня, он проник в квартиру, где проживал 35-летний Деймон Ирвайн. После того, как Рид убедился, что кроме Ирвайна в квартире никого нет, он застрелил его несколькими выстрелами в голову и в верхнюю часть тела. Через 7 часов после совершения убийства Рид покинул квартиру Деймона Ирвайна и уехал из города. Труп убитого был обнаружен только лишь 1 ноября. Во время проникновения в квартиру Ирвайна, Перес Рид попал на видеозапись камер видеонаблюдения, установленных на стене соседнего здания, благодаря чему полиция Канзас-Сити получила изображение преступника, которое опубликовало в СМИ в ходе расследования убийства.
29 октября того же года Перес Рид снова приехал в Канзас-Сити. После нескольких часов бесцельного блуждания по улицам города, Рид стал преследовать 25-летнюю Рау’Даджу Фэрроу. Примерно в 19.00 он вошел вслед за ней в подъезд многоквартирного дома. Он попал на видеозапись камер видеонаблюдения и предоставил охраннику дома в качестве документа удостоверяющего личность - свои водительские права. Войдя в подъезд, Рид проследил за девушкой и вошел вслед за ней в ее квартиру угрожая ей оружием. Войдя в квартиру он застрелил Рау’Даджу Фэрроу и покинул ее квартиру не присвоив себе никаких ее материальных ценностей через 15 минут после того, как они вошли в подъезд дома.